# CMC7
Le CMC7 (sigle de Caractères Magnétiques Codés à 7 bâtonnets) est un système de codage numérique à sept bâtonnets réalisés avec une encre magnétique (d'où le nom). Il a été inventé en France en 1957 dans les services d'études de la Compagnie des Machines Bull.

Un exemple de fonte représentant les quinze caractères existants. Les caractères de contrôle après les chiffres signifient (de gauche à droite) : interne, terminaison, valeur, route, le dernier est inutilisé.

Le fait d'utiliser de l'encre magnétique permet de continuer à lire sans erreur ces caractères même si quelqu'un y a superposé un trait de crayon, de stylo ou une tache. En outre, la falsification des documents est difficile puisqu'elle nécessite un matériel adapté utilisant lui-même de l'encre magnétique.
Pour simplifier la lecture par des opérateurs humains, les bâtonnets sont de longueur variable de telle manière que l'ensemble des sept bâtonnets ait globalement la forme du chiffre ou du signe considéré. Mais les lectrices/trieuses de documents CMC7, lisent le code formé par la succession des espaces entre les bâtonnets, et non la forme globale du signe.
La première et principale application du CMC7 fut, dès l'époque de la mécanographie, le traitement de chèques bancaires. Une ligne de caractères CMC7 permettait de personnaliser le chèque. Après remise du chèque, celui-ci pouvait être postmarqué (toujours en CMC7) pour y ajouter le montant et le compte crédité. 

Les quatorze caractères de la fonte E-13B. Les caractères de contrôle séparant chaque bloc numérique sont de gauche à droite transit, on-us, valeur et dièse.

L'utilisation du CMC7 permit aux banques qui l'utilisèrent (essentiellement les banques françaises et de quelques autres pays), un taux de fiabilité et surtout une baisse des fraudes sans commune mesure avec ce qui fut observé pour d'autres modes de codage optiques beaucoup plus faciles à imiter manuellement (OCR-A, OCR-B, etc.). Elle contribua à la popularité du chèque en France, alors que des pays voisins comme l'Allemagne, refusant cette invention française, résistèrent au chèque, considéré comme peu fiable, et continuèrent d'utiliser massivement les billets de banque.
Les États-Unis ainsi que le Canada utilisent la fonte E-13B pour coder les chèques.
Cette technique continue à être utilisée au début du XXIe siècle par le système bancaire français. 
Elle fut également utilisée assez rapidement pour le traitement des contraventions de police.